# Salacia punctagonangia
Salacia punctagonangia är en nässeldjursart som beskrevs av Edward Hargitt 1924. Salacia punctagonangia ingår i släktet Salacia och familjen Sertulariidae. Inga underarter finns listade i Catalogue of Life.